# Michael Guevara
Michael Fidel Guevara Legua (Lima, 10 giugno 1984) è un calciatore peruviano, di ruolo centrocampista dello Universidad San Martín de Porres.

## Carriera
Ha fatto parte della Nazionale peruviana piazzatasi terza nella Copa América 2011.